# Хренко, Томаш
Томаш Хренко (словац. Tomáš Chrenko; род. 1 ноября 1977 года, Нитра, Чехословакия) — словацкий хоккеист, центральный нападающий.

## Карьера
Воспитанник хоккейной школы ХК «Нитра». Выступал за ХК «Нитра», ХК «Трнава», МХК «Мартин», «Славия» (Прага), ХК «Попрад», ХК «Карловы Вары», ХК «Лангенталь», ХК «Фасса», ХК Нитра.
В чемпионатах Словакии — 442 матча (120+181), в плей-офф — 28 матчей (5+9). В чемпионатах Чехии — 41 матч (2+6), в плей-офф — 3 матча (0+0).
В составе национальной сборной Словакии провел 8 матчей (1 гол).